# Вагжанова (Улан-Удэ)
 Вагжа́нова, Микрорайо́н Вагжа́нова  — микрорайон в Советском районе города Улан-Удэ Республики Бурятия (Россия).

## Название
Посёлок Нижняя Берёзовка изначально сформировался как военный городок после русско-японской войны. Первое название — пост № 121. В 1911 году основана железнодорожная станция, с 1 августа 1912 года — станция Дивизионная. Из-за сокращения Н. Берёзовка в некоторых источниках ошибочно называется Ново-Берёзовка или Новая Берёзовка. Иногда употреблялось просто Берёзовка. В простонародье — Дивизионная или Дивизка. Официальное название посёлка — микрорайон Вагжанова, в честь одного из организаторов партизанского движения в Сибири.

## География
Микрорайон расположен на севере Улан-Удэ, в некотором удалении от основной части города. К западу от станции Дивизионной течёт река Селенга. Через микрорайон протекает речка Нижнеберёзовская, с севера в среднем течении в Нижнеберезовскую впадала (на 2000 год уже пересохла) речка Михайловка.

## История

### Основание посёлка
Движение по ветке Мысовая — Сретенск Забайкальской железной дороги началось в 1900 году.
Во время русско-японской войны в посёлке формировались маршевые роты для отправки на японский фронт. На постройке казарм и бараков работало несколько тысяч рабочих. В посёлке появились улицы Гарнизонная, Батарейная, Артиллерийская.
После русско-японской войны в Нижней Берёзовке располагалась 1-я бригада 5-й Восточно-Сибирской стрелковой дивизии в составе 17-го Сибирского стрелкового полка и 18-го Сибирского стрелкового полка. Позднее добавились 2-й Сибирский сапёрный батальон, 5-й Сибирский сапёрный батальон, интендантские склады. В 1914 году во 2-м Сибирском сапёрном батальоне проходил обучение И. А. Шангин.
1 июня 1906 года открылось Берёзовское почтово-телеграфное отделение.
В Нижней Берёзовке была построена гарнизонная церковь 17-го Восточно-Сибирского стрелкового полка (в 1920-е годы в здании работал клуб, в 1930-е годы церковь разобрали).
Летом войска переводились в лагеря, расположенные по левому берегу Уды выше города Верхнеудинска.
В 1906—1907 годах службу в Сибирском 18-й стрелковом полку проходил член РСДРП М. И. Губельман. Им был создан «Военный союз». Совместно с Г. М. Шамизоном Губельман издавал газету «Солдат» тиражом 20—30 экземпляров.
В 1910 году городская дума Верхнеудинска выделила в нагорной части поселка Нижняя Берёзовка два новых квартала. К 1911 году в посёлке появилось 12 кварталов, где размещалось более 40 усадеб и небольшая площадь недалеко от железной дороги.
Городская Управа 10 сентября 1911 года вынесла постановление о наименовании улиц в поселке. Улицы были названы в основном в честь известных в гарнизоне военачальников: командира 2-го Сибирского армейского корпуса генерал-лейтенанта Эрис-Хана Алиева — Алиевской, командира 18-го Восточно-Сибирского строительного полка полковника князя Ильи Захаровича Макаева — Макаевской, командира саперного батальона Карла Ивановича Моравского — Моравской, командира I-он Сибирской стрелковой бригады генерал-майора Михаила Владимировича Линдестрема — Линдестрсмовской, начальника артиллерии Верхнеудинского гарнизона генерал-майора Горячева — Горячевской, председателя Городской Думы Верхнеудинска Андрея Фёдоровича Белова — Беловским переулком, начальника 5-й Сибирской стрелковой дивизии генерал-лейтенанта Сергея Евстафьевича Дебоша и его жены — Сергиево-Надеждинской, и следующая улица — Березовской.

### Первая мировая война
До 1917 года гарнизон Берёзовки входил в состав Иркутского военного округа, восстановленного 12 мая 1906 (приказ по воен. ведомству № 292). Осенью 1914 года 2-й и 3-й Верхнеудинский казачьи полки вошли в состав Забайкальской казачьей бригады. 2-й Верхнеудинский казачий полк был отправлен в Ургу, откуда в ноябре 1915 года переброшен в Бобруйск и включен в 1-ю Забайкальскую казачью бригаду, в связи с этим 1 декабря переформированную в одноимённую дивизию. 1-я и 5-я сотни 1-го Верхнеудинского полка всю Первую мировую войну оставались в Монголии в городе Кобдо, подчиняясь штабу округа. В Берёзовке стояла 1-я запасная сотня Забайкальского казачьего войска, 1-й Сибирский и 2-й Сибирский стрелковые запасные батальоны, Сибирская запасная понтонная рота. В 1916—1917 годах в Берёзовке располагалась 562-я Саратовская дружина 45-й бригады государственного ополчения.
Во время мировой войны в Нижней Берёзовке был создан лагерь для военнопленных. Зимой 1915—1916 годов в нём содержалось 27500 военнопленных. Лагерь был одним из крупнейших в России.
Эвакуация военнопленных началась в 1920 году. Последний эшелон с военнопленными отправился на восток 11 октября 1920 года.

### Гражданская война
С середины октября 1917 года на станции Дивизионная атаман Семёнов приступил к формированию Монголо-бурятского полка. Затем он перебирался на станцию Даурия и с 11 декабря 1917 года начал создание «Особого маньчжурского отряда» (ОМО).
20 августа 1918 года у станции Дивизионная была окружена и уничтожена последняя из сопротивлявшихся красных частей. В этот же день в Верхнеудинск вошёл 1-й Средне-Сибирский армейский корпус полковника А. Н. Пепеляева.
Во время иностранной интервенции союзников в Берёзовке и Дивизионной располагались японские и американские части. В начале 1920 года в Верхнеудинске было сосредоточено около 12 тысяч иностранных войск, из них 7—8 тысяч японцев, около 3 тысяч американцев и чехословацкие эшелоны.

### Советский период
С сентября 1923 года в Нижней Берёзовке располагалась 5-я отдельная Кубанская кавалерийская бригада, состоявшая из 25-го, 26-го и 27-го кавполков. С октября 1928 по январь 1930 года бригадой командовал К. К. Рокоссовский. В ноябре 1929 года бригада участвовала в боях на КВЖД. Весной 1932 года бригада была переформирована в 15-ю кавалерийскую дивизию.
5-я кубанская кавбригада имела в Нижней Берёзовке музей. Красноармейцы собирали экспонаты в Монголии и Троицкосавске. Школа № 7 в Нижней Берёзовке носила имя 5-й отдельной Кубанской кавбригады.
С 1925 года в Нижней Берёзовке находился детский дом, дом старцев и дом инвалидов. 1 ноября 1926 года детский дом перевели в Троицкосавск.
В ноябре 1925 года была создана «Бурятская кавалерийская школа младшего командного состава № 117». В 1927 году на базе школы будет сформирован Отдельный бурят-монгольский кавалерийский дивизион. В Буркавдивизионе служил Герой Советского Союза И. В. Балдынов, Герой Социалистического Труда Ц. Н. Номтоев, заслуженный артист РСФСР Н. В. Таров. Дивизион был развёрнут в Отдельную Бурят-Монгольскую Краснознамённую кавалерийскую бригаду. С 5 ноября 1937 года бригадой командовал Н. Ф. Лебеденко.
В 1926 году горсовет Верхнеудинска переименовал улицы Нижней Берёзовки:
- Горячевскую — в Ядринцевскую (не существует).
- Моравскую — в Якутскую (не существует).
- Линденстремовскую — в Батрацкую.
- Князе-Макеевскую — в Таёжную. Сейчас такая улица в другом месте.
- Алеевскую — в Яблоновую.
- Сергие-Надеждинскую — в Нерчинскую.
- Железнодорожную — в Транспортную.
- Площадь между улицами Яблоновой, Якутской, Батрацкой и Артиллерийской названа Краснознамённой площадью[15].

В сентябре 1926 года началось автобусное сообщение с Верхнеудинском.
С 1927 года в Нижней Берёзовке располагался 105-й Ленинградский стрелковый полк.
Постановлением горсовета № 50 от 23 июля 1927 года в Нижней Берёзовке закрывается кладбище.
В конце 1927 года закончился ремонт Гарнизонного театра, в котором был зал на 1000 мест.
6 февраля 1928 года Бурят-Монгольский кавалерийский дивизион был передан в подчинение командованию 18-го стрелкового корпуса.
В 1928 году на станции Дивизионная режиссёром Всеволодом Пудовкиным снимались отдельные сцены художественного фильма «Потомок Чингисхана».
До 1917 года кирпичный завод, принадлежащий купцу I гильдии И. А. Загузину, производил кирпичи для строительства казарм. Завод восстановили в июне 1928 года. Предприятие находилось в 2 км от станции Дивизионная и было связано с ней узкоколейной железной дорогой.
14—15 марта 1929 года военные части в Нижней Берёзовке посещал С. М. Будённый.
С 1930 по 1939 год в Нижней Берёзовке жил будущий Герой Советского Союза Г. С. Асеев.
В августе—декабре 1932 года Бурят-Монгольский кавалерийский дивизион был развернут в отдельный территориальный Бурят-Монгольский кавалерийский полк. В марте 1936 года Отдельный Бурят-Монгольский Краснознамённый кавалерийский полк переформировывается в Отдельную Бурят-Монгольскую Краснознаменную кавалерийскую бригаду. В мае—июне 1938 года в связи с ликвидацией национальных формирований в РККА была переформирована и Бурят-Монгольская бригада. С 1 июня 1938 года она перешла на новый штат и получила наименование 5-я отдельная Краснознамённая Забайкальская кавалерийская бригада. В октябре 1939 года бригада была расформирована.
Во время советско-финской войны на ст. Дивизионная был сформирован 60-й лыжный батальон, который входил в 7-ю Армию (группа комкора Павлова).
В 1942 году на станции Дивизионная была впервые исполнена песня «Моя Москва» («Дорогая моя столица»), ставшая в 1995 году гимном Москвы.
21 февраля 1942 года в Нижней Берёзовке началось формирование пехотного училища. Вначале оно получило наименование «Улан-Удэнское военно-пехотное училище» (Приказ НКО СССР № 0106 от 15.02 1942 года), формирование которого было закончено 25 марта 1942 года. Приказом НКО СССР № 0194 от 17.03.1942 года училищу было присвоено наименование «Забайкальское военно-пехотное училище Красной Армии». Начальником был назначен полковник Подушкин. 30 сентября 1946 года Забайкальское военно-пехотное училище Красной Армии было расформировано. В училище учились Г. Н. Москалёв и С. Н. Орешков.
В 1945 году в посёлке был создан специальный госпиталь № 944 наркомздрава Бурят-Монголии на 400 коек для лечения японских военнопленных.
6 июля 1958 года заложен памятник Павшим в боях за Верхнеудинск в августе 1918 года.

## Инфраструктура
Главная асфальтированная улица поселка — Гарнизонная. Микрорайон условно разделили на три участка — 1-й участок, 2-й участок и 3-й участок.
Станция Дивизионная создавалась из стратегии погрузки и разгрузки военной техники. В 1980-х годах военные были расквартированы на всех трёх участках микрорайона. Впоследствии 1-й и 2-й участок были заселены военными пенсионерами и гражданскими лицами. 3-й участок до сих пор (2013 год) является военным городком.
В микрорайоне находится гарнизонный Дом офицеров (Дом Красной Армии в 1930-е годы), в нём же библиотека. Число жителей на 1-м, 2-м участке составляет около 4000 человек. Железнодорожная станция и рампы для погрузки военной техники расположены на 1-м участке. Два детских садика, поликлиника, средняя общеобразовательная школа, Дом культуры «Вагжанова».
В микрорайоне в границах 1-го и 2-го участков создано территориально-общественное самоуправление (ТОС) «Вагжанова».

## Объекты культурного наследия
- Братская могила красногвардейцев-интернационалистов — немцев, венгров, чехов, словаков, китайцев, австрийцев и др., погибших под Верхнеудинском в боях с белогвардейцами и белочехами. Памятник истории.
- Здание, где в магазине кооперативного общества «Экономия» работал председатель подпольного комитета большевиков Прибайкалья А. П. Вагжанов. Памятник истории.
- Стоянка древнего человека эпохи неолита, расположенная в устье речки Нижняя Березовка при впадении её в Селенгу. Объект культурного наследия России федерального значения.